# Canton de Lille-6
Le canton de Lille-6 est une circonscription électorale française du département du Nord créée par le décret du 17 février 2014. Il tient lieu de circonscription d'élection des conseillers départementaux et entre en vigueur lors des élections départementales de 2015.

## Histoire
Un nouveau découpage territorial du département du Nord entre en vigueur à l'occasion des premières élections départementales suivant le décret du 17 février 2014. Les conseillers départementaux sont, à compter de ces élections, élus au scrutin majoritaire binominal mixte. Les électeurs de chaque canton élisent au Conseil départemental, nouvelle appellation du Conseil général, deux membres de sexe différent, qui se présentent en binôme de candidats. Les conseillers départementaux sont élus pour 6 ans au scrutin binominal majoritaire à deux tours, l'accès au second tour nécessitant 12,5 % des inscrits au 1er tour. En outre la totalité des conseillers départementaux est renouvelée. Ce nouveau mode de scrutin nécessite un redécoupage des cantons dont le nombre est divisé par deux avec arrondi à l'unité impaire supérieure si ce nombre n'est pas entier impair, assorti de conditions de seuils minimaux. Dans le Nord, le nombre de cantons passe ainsi de 79 à 41.
Le canton de Lille-6 est formé de communes des anciens cantons de Lomme (7 communes) et de Haubourdin (2 communes). Il est entièrement inclus dans l'arrondissement de Lille. Le bureau centralisateur est situé à Lille.

## Représentation
| Période élective | Période élective | Mandat | Mandat   | Identité                       | Nuance | Nuance | Qualité                                                                                         |
| ---------------- | ---------------- | ------ | -------- | ------------------------------ | ------ | ------ | ----------------------------------------------------------------------------------------------- |
| 2015             | 2021             | 2015   | 2021     | Élisabeth Masquelier           |        | LREM   | Conseillère municipale de Loos                                                                  |
| 2015             | 2021             | 2015   | 2021     | Roger Vicot                    |        | PS     | Ancien directeur de la communication de la Ville de Lille Maire de la commune associée de Lomme |
| 2021             | 2028             | 2021   | en cours | Valérie Conseil                |        | DVG    | Maitre de conférences à l'Institut catholique de Lille, conseillère municipale de Loos          |
| 2021             | 2028             | 2021   | 2022     | Roger Vicot                    |        | PS     | Conseiller sortant                                                                              |
| 2021             | 2028             | 2022   | en cours | Olivier Caremelle (Remplaçant) |        | PS     | Maire de la commune associée de Lomme (depuis 2022)                                             |

### Résultats détaillés

#### Élections de mars 2015
À l'issue du 1er tour des élections départementales de 2015, trois binômes sont en ballottage : Nathalie Acs et Eric Cattelin-Denu (FN, 29,61 %), Élisabeth Masquelier et Roger Vicot (PS, 28,4 %) et Thierry Pauchet et Anne Voituriez (Union de la Droite, 28,29 %). Le taux de participation est de 46,52 % (23 149 votants sur 49 760 inscrits) contre 46,81 % au niveau départemental et 50,17 % au niveau national.
Au second tour, Élisabeth Masquelier et Roger Vicot (PS) sont élus avec 37,65 % des suffrages exprimés et un taux de participation de 47,54 % (8 638 voix pour 23 657 votants et 49 760 inscrits).
Elisabeth Masquelier était suppléante du candidat LREM Christophe Itier aux élections législatives de 2017.

#### Élections de juin 2021
Le premier tour des élections départementales de 2021 est marqué par un très faible taux de participation (33,26 % au niveau national). Dans le canton de Lille-6, ce taux de participation est de 29,82 % (15 243 votants sur 51 114 inscrits) contre 30,39 % au niveau départemental. À l'issue de ce premier tour, deux binômes sont en ballottage : Valérie Conseil et Roger Vicot (Union à gauche, 25,85 %) et Christophe Maertens et Martine Simon (DVC, 19,33 %).
Le second tour des élections est marqué une nouvelle fois par une abstention massive équivalente au premier tour. Les taux de participation sont de 34,36 % au niveau national, 31,01 % dans le département et 30,17 % dans le canton de Lille-6. Valérie Conseil et Roger Vicot (Union à gauche) sont élus avec 52,01 % des suffrages exprimés (7 404 voix pour 15 426 votants et 51 131 inscrits),,.

## Composition
| Nom                           | Code Insee | Intercommunalité              | Superficie (km2) | Population (dernière pop. légale)                 | Densité (hab./km2) | Modifier                                    |
| ----------------------------- | ---------- | ----------------------------- | ---------------- | ------------------------------------------------- | ------------------ | ------------------------------------------- |
| Lille (bureau centralisateur) | 59350      | Métropole européenne de Lille | 34,83            | Fraction : 37 638 (2022) Commune : 238 695 (2022) | 6 853              | modifier les données · modifier les données |
| Beaucamps-Ligny               | 59056      | Métropole européenne de Lille | 5,04             | 845 (2022)                                        | 168                | modifier les données · modifier les données |
| Englos                        | 59195      | Métropole européenne de Lille | 1,35             | 616 (2022)                                        | 456                | modifier les données · modifier les données |
| Ennetières-en-Weppes          | 59196      | Métropole européenne de Lille | 10,44            | 1 288 (2022)                                      | 123                | modifier les données · modifier les données |
| Erquinghem-le-Sec             | 59201      | Métropole européenne de Lille | 1,75             | 624 (2022)                                        | 357                | modifier les données · modifier les données |
| Escobecques                   | 59208      | Métropole européenne de Lille | 1,85             | 303 (2022)                                        | 164                | modifier les données · modifier les données |
| Hallennes-lez-Haubourdin      | 59278      | Métropole européenne de Lille | 4,35             | 4 739 (2022)                                      | 1 089              | modifier les données · modifier les données |
| Loos                          | 59360      | Métropole européenne de Lille | 6,95             | 22 948 (2022)                                     | 3 302              | modifier les données · modifier les données |
| Santes                        | 59553      | Métropole européenne de Lille | 7,57             | 5 656 (2022)                                      | 747                | modifier les données · modifier les données |
| Sequedin                      | 59566      | Métropole européenne de Lille | 3,93             | 4 722 (2022)                                      | 1 202              | modifier les données · modifier les données |
| Canton de Lille-6             | 5928       |                               |                  | 79 379 (2022)                                     |                    | modifier les données                        |

Le canton de Lille-6 comprend :
1. Neuf communes entières ;
2. La partie de la commune de Lille non incluse dans les cantons de Lille-1, Lille-2, Lille-3, Lille-4 et Lille-5. Cette partie comprend la commune de Lomme (associée à Lille depuis 2001, mais non fusionnée) et le quartier des Bois-Blancs.

## Démographie
En 2022, le canton comptait 79 379 habitants, en évolution de +4,36 % par rapport à 2016 (Nord : +0,51 %, France hors Mayotte : +2,11 %).
| 2013   | 2018   | 2022   |
| ------ | ------ | ------ |
| 72 916 | 77 787 | 79 379 |